# Attendre le navire
Pour plus de détails, voir Fiche technique et Distribution.
Attendre le navire est un film français réalisé en 1992 par Alain Raoust et sorti en 1994.

## Fiche technique
- Titre : Attendre le navire
- Réalisation : Alain Raoust
- Scénario : Alain Raoust
- Photographie : Nicolas Herdt
- Son : Jean-Luc Audy et Frédéric Gourment
- Montage : Benoît Quinon
- Musique : Witches Valley
- Production : Anémic Production
- Pays d’origine :  France
- Durée : 68 minutes[1]
- Date de sortie : France - mai 1994 (présentation au festival de Cannes, programmation de l'ACID)

## Distribution
- Antonie Bergmeier[2] : la jeune femme
- Pierre Clémenti : le réalisateur
- Benoît Régent : le reporter
- Balthazar Clémenti : l'homme au masque de chien
- Frédérick Charpentier : le poète
- Pascal Greggory : l'homme au masque de souris
- Alain Raoust : le jeune homme

## Sélections
- Festival de Cannes 1994 ( Programmation ACID)[3]